# Ases de la aviación de la Primera Guerra Mundial

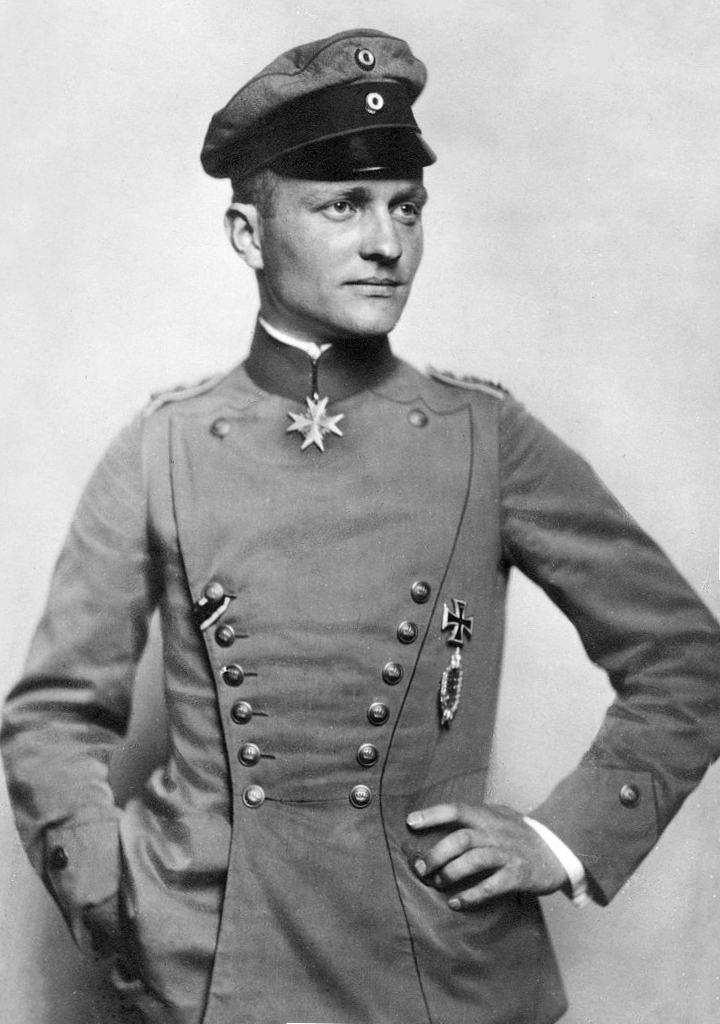
Manfred von Richthofen, el as con más victorias de la Primera Guerra Mundial con la medalla Pour le Mérite, la medalla militar con más valor de Prusia en el cuello y la Cruz de hierro en el lado izquierdo, en una postal datada en 1917.

Durante la Primera Guerra Mundial se introdujo el término «as de la aviación» para referirse a los mejores aviadores de combate. El término «l'as» fue utilizado por primera vez por la prensa francesa para describir a Adolphe Pégoud, después de haber abatido 5 aviones alemanes.

## Sistemas de acreditación

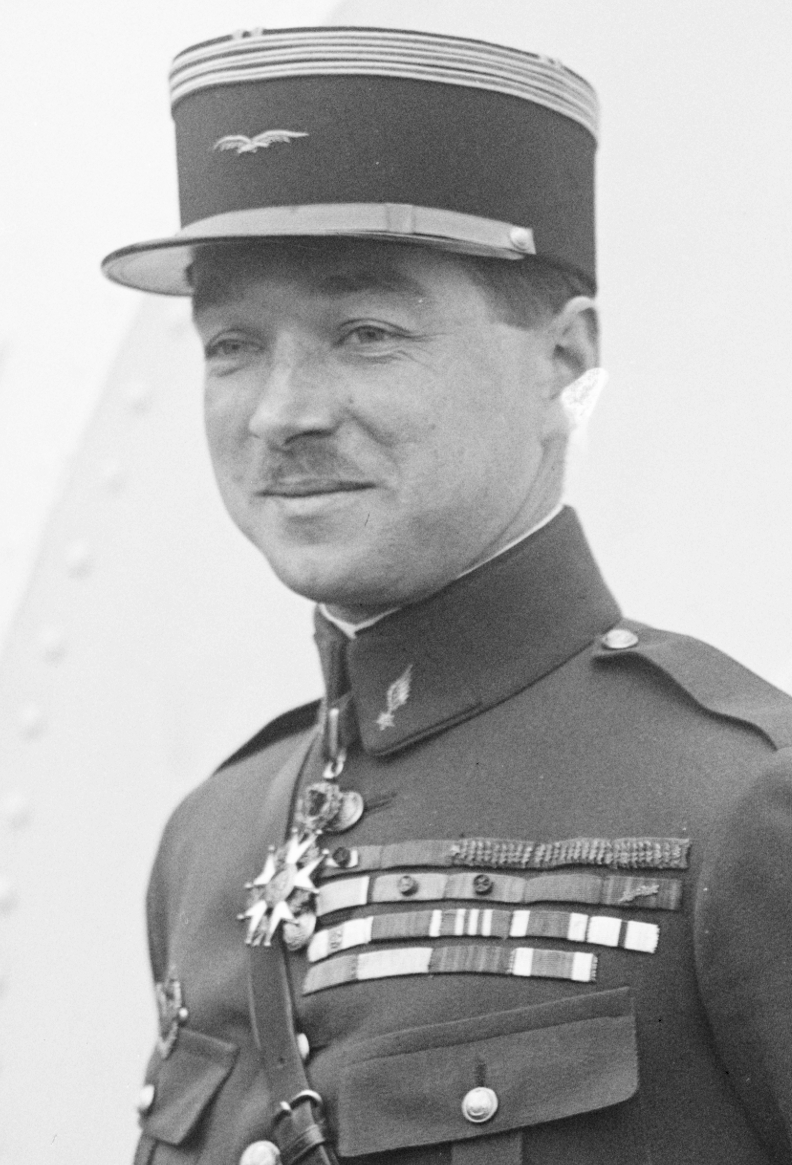
René Fonck, as francés con 75 victorias.

Durante la Primera Guerra Mundial los diversos servicios militares tenían sus propios métodos de contaje y acreditación de victorias aéreas.
Por ejemplo, los alemanes no utilizaban el término "as", pero se referían a los pilotos alemanes con 10 victorias como «Überkanone» (gran pistola) y publicitaban sus nombres y puntuaciones, con la finalidad aumentar la moral del pueblo. La acreditación alemana era bastante rigurosa. Cada victoria tenía que ser reclamada en un informe al comandante correspondiente. El informe pasaba por la cadena de mando para ser evaluado. Los aparatos enemigos abatidos en territorio alemán eran obviamente más fáciles de confirmar. Aquellos que eran abatidos más allá de las líneas enemigas tenían que ser verificado por alguna observador alemán. Cada victoria era acreditada únicamente para un solo piloto. En caso de disputa, la victoria se acreditaba al escuadrón en lugar de a un piloto individual. La única excepción a este caso era acreditar la victoria tanto al piloto como al observador/ametrallador de los aparatos biplanos.
Por otra parte, el Imperio británico empezó a acreditar las victorias tanto en aparatos enemigos abatidos o forzados a volar a baja altura fuera de la lucha como los forzados a aterrizar. Este estándar sería conocido más tarde con la categoría "fuera de control". Los británicos también contaban la victoria a todo piloto u observador/ametrallador involucrado en la acción. Después de 1916, los oficiales británicos galardonaban a algunos pilotos u observadores con que habían participado en cinco combates aéreos considerados decisivos por el comandante del escuadrón con la Cruz Militar aunque el término "as" no fue nunca utilizado oficialmente entre los británicos. Además, el sistema británico no seguía unos procedimientos tan estrictos como el alemán. Un comandante británico aceptaba o no reclamaciones de victorias a partir de los informes, y podía anotar o no sus decisiones en el mismo informe. Las reclamaciones aceptadas se pasaban por la cadena de mando de la brigada o ala.
Durante los primeros años, los franceses eran totalmente incongruentes a la hora de evaluar las victorias de sus pilotos, pero al principio de 1916, empezaron a seguir unos procedimientos similares a los de los alemanes. Sólo eran contados los aparatos enemigos destruidos, abatidos o capturados. Sin embargo, los franceses, de forma similar a los británicos, permitían asignar las victorias a todos los involucrados en la destrucción o captura de un aparato enemigo.
Las acreditaciones de los estadounidenses eran asignadas de diversas maneras. Los escuadrones que maniobraban bajo control británico se regían por sus estándares, de la misma manera que lo hacían los que estaban bajo las órdenes de los franceses.

## Condiciones de la victoria
El número de victorias reclamadas por muchos ases están todavía hoy sujetos a investigación. Aparte de los diversos métodos utilizados para acreditar las diferentes victorias de los pilotos, hubo diversos factores que comportaron incertidumbre a estas estadísticas. Por ejemplo, en medio del caos de la batalla o de un dogfight, un piloto anotador podía distraerse fácilmente debido al entorno, el ataque por otros aparatos, antiaéreos, la dificultad de apuntar a otro aparato, el riesgo de colisión, cambios en el tiempo, la dirección o velocidad del viento, etc.
Incluso en una disputa de uno contra otro era posible errar. Los pilotos a menudo simulaban estar fuera de combate en situaciones adversas para engañar al rival simulando una pérdida del control del aparato, como si los hubieran abatido. Una vez fuera de peligro, el piloto recobraría el control del aparato, a menudo para continuar en la lucha.
El dominio del territorio situado bajo algunas batallas aéreas también tenía su efecto en cuanto a verificar las victorias. Un aparato abatido sobre territorio enemigo no podía ser, obviamente, confirmado por las tropas del suelo. Como los combates aéreos a menudo tenían lugar sobre o detrás de las líneas alemanas, el número de victorias de los alemanes son a menudo consideradas más esmeradas ya que era más fácil verificar las victorias de éstos al poder ser verificados en propio territorio. Además, la dificultad de los británicos al encontrar viento de cara al volver hacia sus líneas daba ventaja a los pilotos alemanes.